# Předměřice nad Labem
Předměřice nad Labem är en ort i Tjeckien. Den ligger i den centrala delen av landet, 100 km öster om huvudstaden Prag. Předměřice nad Labem ligger 242 meter över havet och antalet invånare är 1 638.
Terrängen runt Předměřice nad Labem är platt.Runt Předměřice nad Labem är det tätbefolkat, med 881 invånare per kvadratkilometer. Närmaste större samhälle är Hradec Králové, 5,4 km söder om Předměřice nad Labem. Trakten runt Předměřice nad Labem består till största delen av jordbruksmark.